# Chiesa dell'Assunzione di Maria (Novočerkassk)
La chiesa dell'Assunzione di Maria (in russo Храм Успения Богородицы?) è una chiesa cattolica di Novočerkassk, in Russia. Fa parte del vicariato di Rostov sul Don e della diocesi di San Clemente a Saratov.